# Little Susie
Pistes de HIStory
HIStory
(13) Smile
(15)
Little Susie est une chanson de Michael Jackson parue sur l'album HIStory en 1995.
L'enfant soliste qui participe au titre est Markita Prescott.

## Description
La chanson raconte l’histoire tragique d’une jeune fille nommée Susie, négligée par sa famille, retrouvée morte. Le ton est très sombre, presque gothique, et la musique est orchestrale, presque classique, avec une narration dramatique.
Elle commence avec une boîte à musique, puis une voix d’enfant chantant le Pie Jesu, avant que n’entre une orchestration grandiose et les paroles de Michael Jackson. Le texte parle de la solitude, de l’abandon, de l’oubli — c’est une sorte de requiem pour une enfant victime de la cruauté ou de l’indifférence du monde.
C’est une œuvre très atypique dans le répertoire de l'artiste avec une forte influence classique (orchestration, chœurs).